# Estadi François Trausch
L'Estadi François Trausch és un estadi luxemburguès de futbol de la ciutat de Mamer, a Luxemburg. Actualment acull els partits del FC Mamer 32 i té una capacitat de 6.200 espectadors.